# Serra dels Solans (la Torre de Cabdella)
La Serra del Plan de Toralla és una serra de l'interior del terme municipal de la Torre de Cabdella, a la comarca del Pallars Jussà. Pertanyia a l'antic terme de la Pobleta de Bellveí.
Aquesta serra separa els pobles, i les valls respectives, d'Antist, al nord, i d'Estavill, al sud. Comença al Bosc d'Antist, i puja en direcció nord-oest cap a l'indret de Sant Roc, des d'on enllaça amb les muntanyes termenals amb l'enclavament de Larén, del terme municipal de Senterada i amb els contraforts de la muntanya de Santa Bàrbara.